# SuperGrafx
Die SuperGrafx war eine von der Firma NEC aus Japan produzierte stationäre 8-Bit-Spielkonsole.

## Geschichte
Die SuperGrafx wurde von NEC im Jahre 1989 als Nachfolgerkonsole für die PC Engine auf den japanischen Markt gebracht. Die Konsole sollte eine Antwort auf die frisch entstandene Konkurrenz in Gestalt des Sega Mega Drive darstellen und wurde später noch gegen das Super NES positioniert.
Das neue System bot Abwärtskompatibilität zur PC Engine, mehr Farben und größere Sprites. Da die Unterschiede zur Vorgängerin und die Anzahl der Spiele insgesamt jedoch zu gering waren, sahen viele Videospieler angesichts eines hohen Preises vom Kauf der SuperGrafx ab. Dies führte dazu, dass NEC 1991 die Produktion einstellte und sich wieder ganz der PC Engine zuwandte.

## Spiele
Die Spiele für die SuperGrafx wurden wie für die PC Engine auf HuCards herausgebracht, was ein wichtiger Grundstein für die Abwärtskompatibilität der SuperGrafx ist. Spiele für die PC Engine waren nach Umlegen eines Schalters auf der Rückseite des Systems somit auch spielbar. Das 1988 erschienene CD-ROM² kann aufgrund der anderen Form der SuperGrafx nur mittels Adapter (RAU-30) an die Interface-Unit des CD-ROM² angeschlossen werden. Das ab 1991 erhältliche Super-CD-Rom² lässt sich hingegen ohne Adapter einfach anstecken, auch entfällt durch die eingebaute Super-System-Card die Notwendigkeit einer System-Card im Modulschacht beim Betreiben des neuen Laufwerks.
Die Anzahl der Spiele, die speziell für die SuperGrafx entwickelt wurden, beläuft sich jedoch auf gerade mal sieben.
- 1941
- Aldynes
- Battle Ace
- Darius Alpha (PC Engine Card mit speziellen Features für Super Grafx)
- Darius Plus (PC Engine Card mit speziellen Features für Super Grafx)
- Ghouls ’n Ghosts
- Madouou Granzort

## Technische Daten
- Prozessor: Hu6280 (ein 65c02-Klon)- 8-Bit – 7,16 MHz
- RAM: 32 KB
- Video-RAM: 128 KB
- Grafikausgang: RGB / Composite
- Grafikauflösung: 216×224 und 320×224; 512×256 im Interlaced-Modus
- Farbpalette: 4096 Farben, davon 256 gleichzeitig
- Sprites: 64 gleichzeitig bei einer Größe von 16 × 16 bis 32 × 64 Pixel
- Sound: 6 Kanal Stereo
- Speichermedien: HU-Card (bis zu ca. 2 MB) und SHU-Card (bis zu ca. 8 MB), Arcade card, 1 fach CD-Rom, Super CD-ROM2 (nur mit zus. CD-ROM Laufwerk)
- Gewicht: ca. 1 kg